# Institute for Scientific Interchange
Die privatrechtliche ISI Stiftung (engl. ISI Foundation) wurde im Jahre 1981 als interdisziplinäres europäisches Forschungszentrum von der Provinz Turin, der Stadt Turin und der Bank Stiftung CRT der Turiner Bank Cassa di Risparmio di Torino gegründet. Sein Hauptsitz befindet sich in der modernen Villa Gualino am Fuße der Turiner Berge.
Hauptaufgabe des Institutes ist die Förderung interdisziplinärer Forschung. Dafür stützt sich das Institut auf zwei Säulen: Erstens, der Grundlagenforschung und vor-kommerziellen Technologieforschung und Zweitens, der Weiterbildung in fortgeschrittenen Stufen in den Bereichen der Mathematik, Physik, Informatik und Life Sciences. Das ISI ist damit zusammen mit dem Santa Fe Institute eine der weltweit führenden Institutionen in der Entwicklung der noch jungen Disziplin der Erforschung Komplexer Systeme (s. a. Complexity Science).
Das ISI Institut gliedert sich in die vier Hauptabteilungen Multi-Agenten-Systeme und Komplexe Systeme, Quantenphysik, Life Sciences und Epidemiologie, und Statistische Physik, die alle die Ausrichtung an dem Methodenspektrum der Complexity Science reflektieren. Das wissenschaftliche Aufsichtsgremium legt die strategische Ausrichtung des ISI fest.

## Bedeutende Institute ähnlicher Ausrichtung
- Max-Planck-Institut für Physik komplexer Systeme in Dresden.
- Santa Fe Institute in New Mexico.

## Wissenschaftler am ISI
Zurzeit arbeiten 64 Forscher in den vier Hauptabteilungen (s. o.) des ISI. Hinzu kommt das technische und administrative Service-Personal des Instituts.
- Braunstein Alfredo
- Brée David
- Keyl Michael
- Mahmoudi Geydari Hamed
- Nowack Andrzey
- Riccardo Zecchina
- Sorin Solomon